# U-589
U-589 – niemiecki okręt podwodny (U-Boot) typu VII C z okresu II wojny światowej. Okręt wszedł do służby w 1941 roku. Jedynym dowódcą był Kptlt. Hans-Joachim Horrer.

## Historia
Okręt został włączony do 6. Flotylli U-Bootów celem treningu i zgrania załogi. Od lutego 1942 roku w składzie 6., a od lipca 1942 roku – 11. Flotylli jako jednostka bojowa. 
Okręt odbył 7 patroli bojowych na wodach arktycznych, podczas których zatopił jeden okręt pomocniczy (radziecki trawler ZOP, 417 BRT; na minie) i uszkodził jeden statek (2847 BRT).
U-589 został zatopiony 14 września 1942 roku na Oceanie Arktycznym, na południowy zachód od Spitsbergenu bombami głębinowymi brytyjskiego niszczyciela HMS „Onslow” i samolotu Fairey Swordfish z lotniskowca eskortowego HMS „Avenger” (eskorta konwoju PQ-18). Zginęła cała 44-osobowa załoga U-Boota i czterech członków załogi Heinkla He 111 uratowanych dzień wcześniej.